# نیروهای مسلح آرژانتین
نیروهای مسلح آرژانتین (به انگلیسی: Armed Forces of the Argentine Republic) نیروی چندگانه نظامی در کشور آرژانتین است که رئیس جمهور آرژانتین رئیس کل قوای نظامی کشور است، و ارتش این کشور تحت نظارت وزارت دفاع قرار دارد.
دستگاه ارتش آرژانتین از لحاظ تاریخی یکی از مجهزترین ارتشها در منطقه بوده‌است (مثلاً، جنگنده‌های جت پیشرفته خود را از اوایل دهه ۱۹۵۰ توسعه و ارتقاء داده‌است)، اما در مقایسه با دیگر ارتشهای منطقه‌ای با هزینه‌های کمرشکنی مواجه شده‌است.
سن مجاز برای خدمت وظیفه سربازی ۱۸ سال است؛ در این کشور خدمت وظیفه اجباری نبوده و فعلاً هم هیچگونه فراخوانی به خدمت وجود ندارد.
ارتش مرکب از نیروی زمینی، نیروی دریایی، و نیروی هوایی می‌باشد. مناطق آبی آرژانتین توسط یک وزارت خانه جداگانه (وزارت کشور) کنترل می‌شود که به وسیله اداره دریانوردی آرژانتین محافظت می‌شود، و مرزهای زمینی به وسیله ژاندارمری کشور پاسداری می‌گردد؛ اما هر دو شاخه مزبور تحت نظارت وزارت دفاع قرار گرفته‌اند. آنها عمدتاً به امر گشت زنی علیه جنایت سازمان یافته، قاچاق مواد مخدر، و نیز عملیاتهای نجات شهروندان در هنگام اضطراری می‌پردازند.
نیروهای مسلح آرژانتین فعلاً در حال اجرای عملیاتهای مهم در هائیتی و قبرس بر طبق چارچوب تعیین شده سازمان ملل می‌باشند.

## نگارخانه

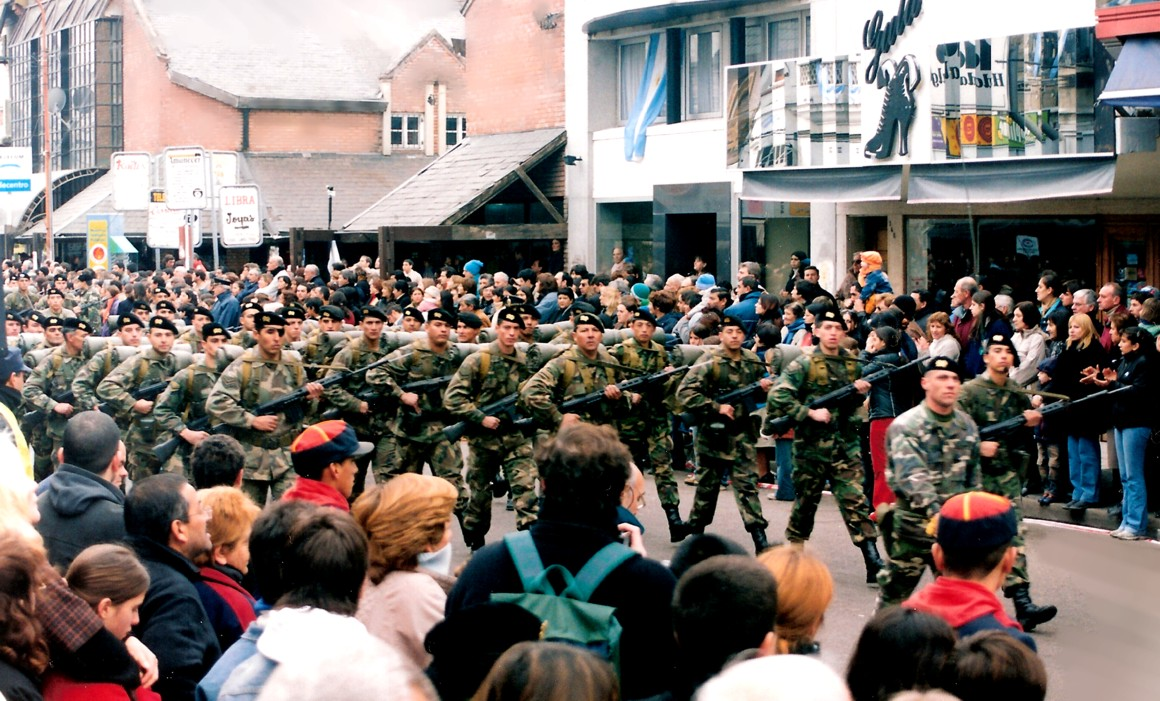
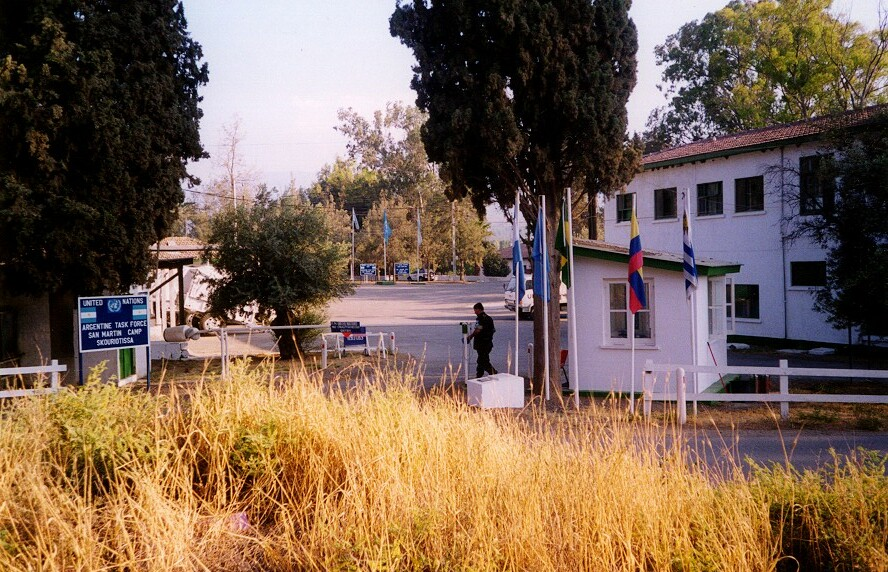
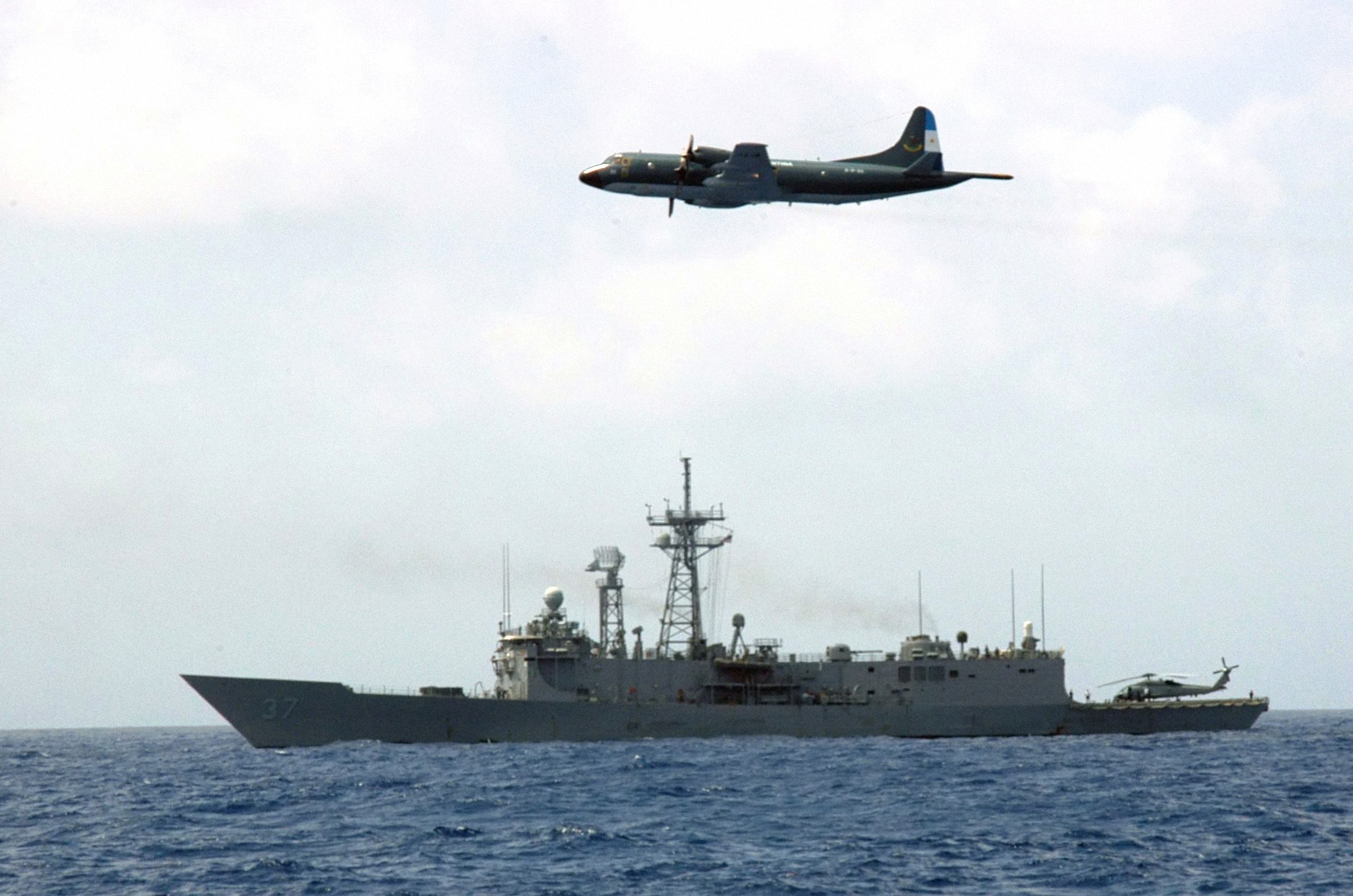
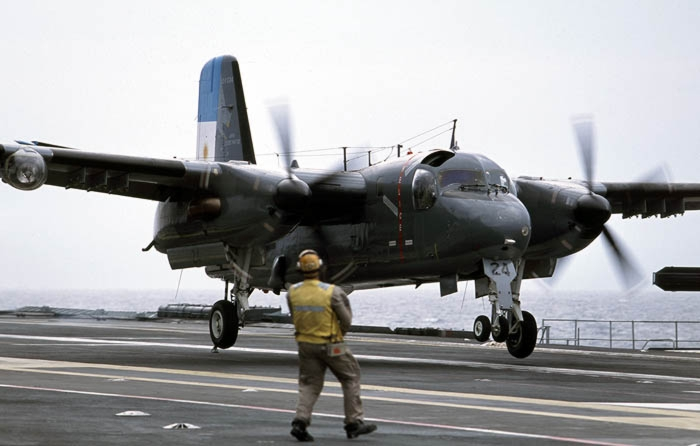
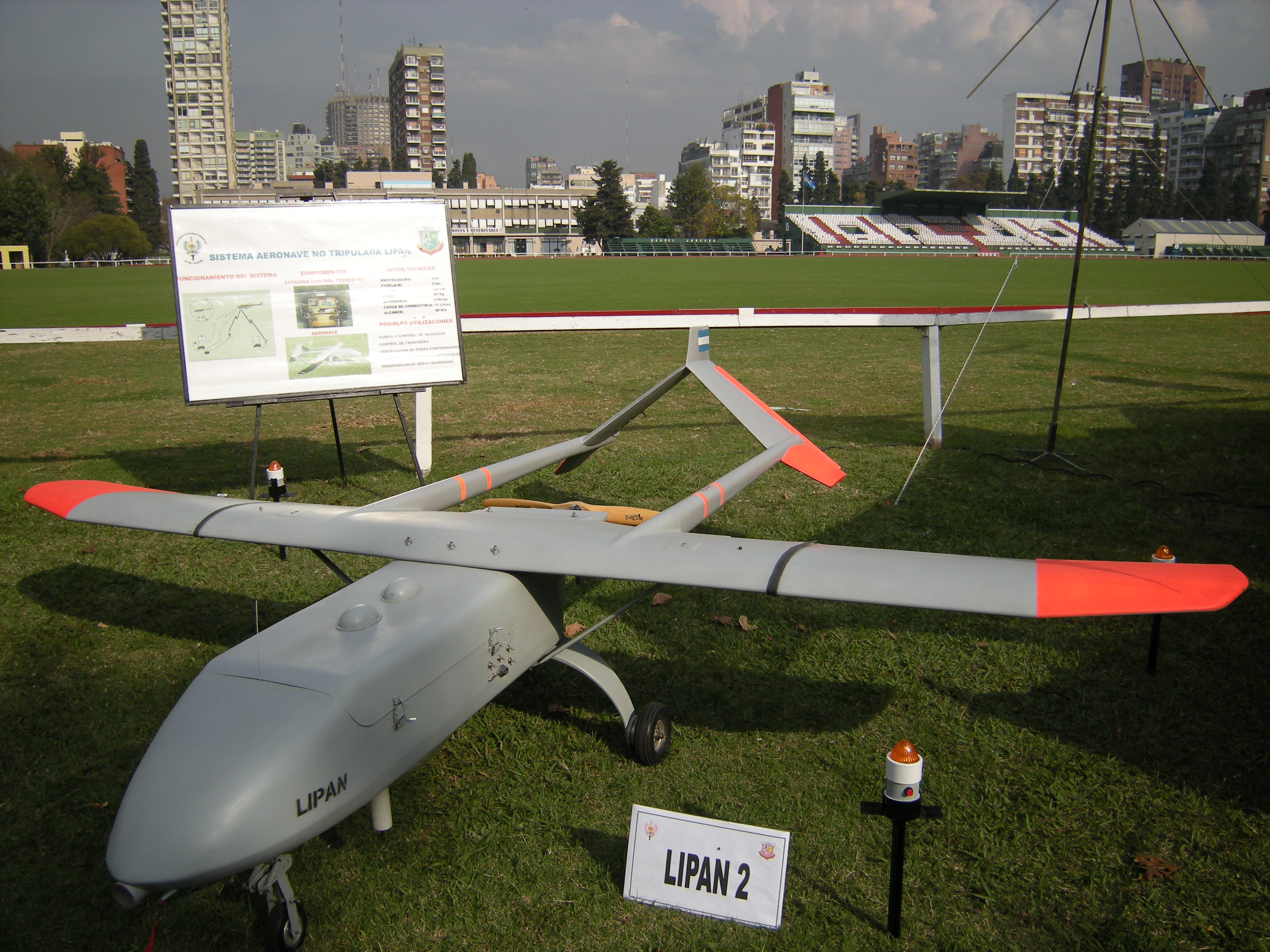
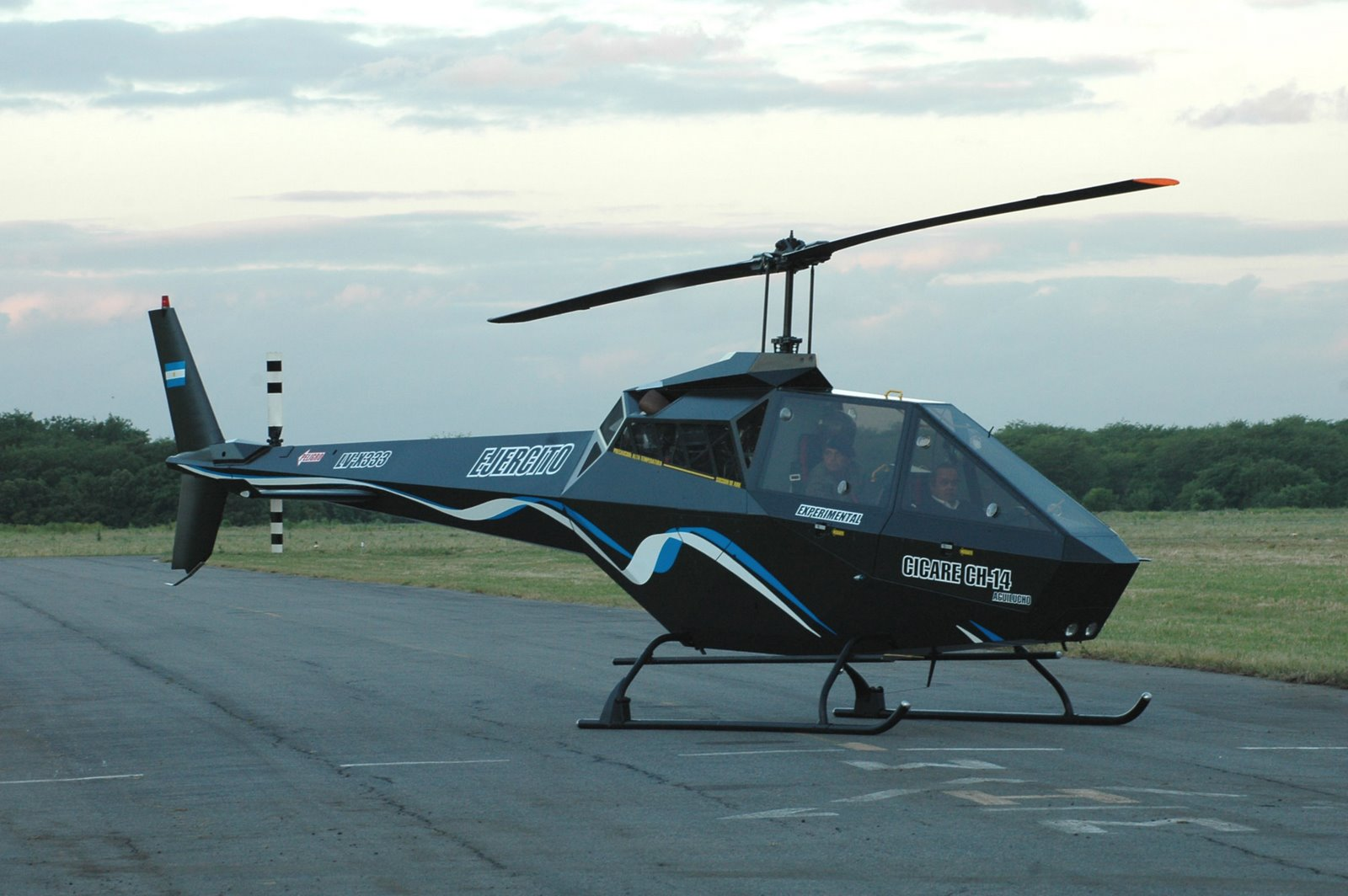
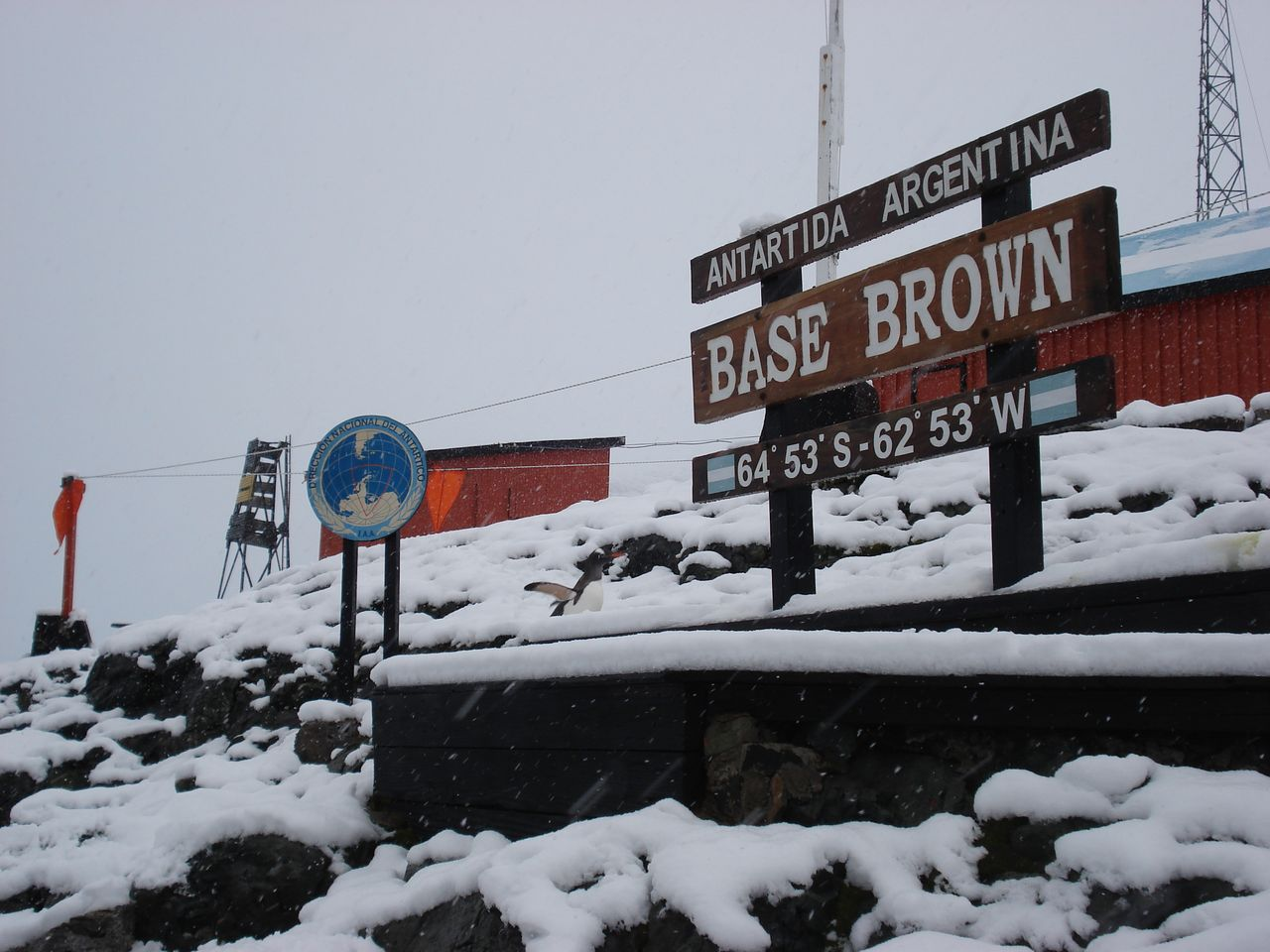